# Bistum Irecê
Das Bistum Irecê (lat.: Dioecesis Irecensis) ist eine in Brasilien gelegene römisch-katholische Diözese mit Sitz in Irecê im Bundesstaat Bahia.

## Geschichte
Das Bistum Irecê wurde am 28. April 1979 durch Papst Johannes Paul II. mit der Apostolischen Konstitution Qui in Beati Petri aus Gebietsabtretungen der Bistümer Ruy Barbosa und Barra errichtet und dem Erzbistum São Salvador da Bahia als Suffraganbistum unterstellt. Am 16. Januar 2002 wurde das Bistum Irecê dem Erzbistum Feira de Santana als Suffraganbistum unterstellt.

## Bischöfe von Irecê
- Homero Leite Meira, 1980–1983
- Edgar Carício de Gouvêa, 1983–1994
- João Maria Messi OSM, 1995–1999, dann Bischof von Barra do Piraí-Volta Redonda
- Tommaso Cascianelli CP, 2000–23
- Antônio Ederaldo de Santana, seit 2023